# Idioma mpinda
Mpinda es una lengua bantú de Angola que está estrechamente relacionada con el Kimbundu. Los antepasados de los Mpinda incluían hablantes de Sama y Kikongo, y Mpinda tiene Baja inteligibilidad con las lenguas vecinas.